# Vini Vici
Vini Vici antes llamados Sesto Sento, es un dúo de origen israelí de género Psytrance creado en el año 2013 por Matan Kadosh y Aviram Saharai, es un proyecto paralelo de Sesto Sento. Querían mantener el mismo estilo Full On pero con un toque más progresivo.
El éxito internacional de Vini Vici llegó en 2016, cuando colaboraron con la estrella del Trance; Armin van Buuren y Highlight Tribe en una canción llamada "Great Spirit", acumuló 1 millón de reproducciones en una semana; actualmente cuenta con más de 88 millones de reproducciones en Youtube. Hicieron un remix para la canción de Highlight Tribe, Free Tibet, así como otra canción llamada "The Tribe", ese mismo año. En 2016, Vini Vici lanzó un sencillo llamado "FKD Up Kids". En 2017, lanzaron una canción con el estilo Big room house Dúo W&W llamado "Chakra", alcanzó el lugar n.º 1 en el gráfico de Beatport Psytrance dentro de las 24 horas de su lanzamiento.
Lograron ser invitados a los mejores eventos de música electrónica del mundo, y 2016 vio su presencia en festivales como A State of Trance festival de Ámsterdam, Tomorrowland (festival) de Bélgica, Vuu de Alemania, 
Sunburn de Goa, Dreamstate, de Estados Unidos de América, Luminosity de Holanda y muchos más.
En el 2017 ocupaban el puesto n° 72 en la encuesta realizada por la revista DJmag, actualmente ostenta el puesto N° 27.

## Discografía

### Álbumes de estudio

#### 2015
- Future Classics[5]

#### 2016
- Grotesque 250 [6]

#### 2017
- Part of the Dream (álbum recopilatorio de Dreamstate).

### Sencillos & EP

#### 2013
- Divine Mode  (Iboga Records).
- Trust in Trance  (Iboga Records).
- Back Underground (con Major7)  (Iboga Records).

#### 2014
- Parallel Universe  (Iboga Records).
- Expender  (Iboga Records).
- Mad (Iboga Records).
- Anything & Everything  (Iboga Records).
- Veni Vidi Vici  (Iboga Records).
- Alteza  (Iboga Records).

#### 2015
- High On (mit D-Addiction)  (Iboga Records).
- The Tribe  (Iboga Records).
- The Calling (vs. Ace Ventura)  (Iboga Records).

#### 2016
- Colors (con Tristán y Avalon)  (Iboga Records).
- We Are the Creators (con Bryan Kearney)  (Iboga Records).
- Universe Inside Me (con Liquid Soul)  (Iboga Records).
- Great Spirit (vs. Armin van Buuren feat. Hilight Tribe) (Armind / Armada Music).
- Namaste  (Future Classics Records),

#### 2017
- In & Out (con Emok & Martin Vice & Off Limits).
- Ravers Army  (Iboga Records).
- FKD Up Kids  (Iboga Records).
- Flashback (con Pixel)  (Iboga Records).
- Chakra (con W&W) (Mainstage Music).
- Adhana (con Astrix)  (Iboga Records).

#### 2018
- 100 (con Timmy Trumpet & Symphonic) (Spinnin' Records).
- The House Of House (con Dimitri Vegas & Like Mike & Cherrymoon Trax) (Smash The House).
- Moshi Moshi (con Steve Aoki) (Dim Mak).
- Where The Heart Is (Alteza Records).
- United (x Armin van Buuren x Alok feat. Zafrir Ifrach) (Armind / Armada Music).
- Gaia (x Blaztoyz x Jean Marie) (Spinnin' Records).

#### 2019
- Karma (con Reality Test feat. Shanti People) (Alteza Records).
- Untz Untz (con Dimitri Vegas & Like Mike & Liquid Soul) (Smash The House).
- Alive (con R3hab x Pangea & Dego) (CYB3RPVNK).
- Galaxy (con Paul Van Dyk) (Alteza Records).
- Moyoni (con Jean Marie feat. Hilight Tribe) (Smash The House).

#### 2020
- My World (con Shapov x NERVO) (Alteza Records).
- Get In Trouble (So What) (con  Dimitri Vegas & Like Mike) (Smash The House).
- More Power (con Diego Miranda x Wuant) (Alteza Records).
- Acid (con Freedom Fighters)  (Alteza Records).
- Thunder (con Timmy Trumpet)  (Dharma Worldwide).

#### 2021
- Evereday Rockstars (con Ranji Feat. Halflives)  (Alteza Records).
- Come Close  (con Neelix Feat. MKLA)  (Alteza Records).
- Far From Home (con Timmy Trumpet Feat. Omiki) (Smash The House).
- Yama (con Armin van Buuren feat. Tribal Dance & Natalie Wamba) (Armind / Armada Music).

#### 2022
- 11:11  (Alteza Records).
- In The Middle (Feat. Omiki)  (Alteza Records).
- Sweet Harmony (Feat. Berg)  (Alteza Records).
- Café Del Mar (Feat. Dimitri Vegas & Like Mike x MATTN)  (Smash The House)
- Lo Nevosh (Feat. Gabry Ponte x Zafrir)  (Spinnin' Records)
- Rapture  (Alteza Records).
- Esta Si (Feat. Diego Miranda x Chimo Bayo)  (Smash The House)
- The Age Of Love 2022 (Feat. Dimitri Vegas & Like Mike x Age Of Love)  (Smash The House)
- Otherside(Feat. WHITENO1SE)  (Smash The House)
- Easy Ride (Feat. Ghost Rider x Wylde)  (Smash The House)

### Sin lanzamiento oficial
- n/a (información aun  no disponible)
- Lanzamiento (??/??) (Fecha de lanzamiento del trabajo (Día/Mes))

| Año  | Disponible | Canción                              | Colaboración         | Sello discográfico | Nota |
| ---- | ---------- | ------------------------------------ | -------------------- | ------------------ | ---- |
| 2018 | n/a        | Good Vibes Soldier (Vini Vici Remix) | KSHMR                | Dharma Music       |      |
| 2018 | n/a        | Lethal Calling                       | Tiesto x Ace Ventura | n/a                |      |
| 2018 | n/a        | ID                                   | Steve Aoki           | Dim Mak Records    |      |
| 2018 | n/a        | ID                                   | Warriors             | n/a                |      |
| 2018 | n/a        | ID                                   | WHITENO1SE           | n/a                |      |

## Ranking DJmag
| DJ        | 2017 | 2018 | 2019 | 2020 | 2021 | 2022 | 2023 | 2024 |
| --------- | ---- | ---- | ---- | ---- | ---- | ---- | ---- | ---- |
| Vini Vici | 72°  | 34°  | 31°  | 24°  | 20°  | 21°  | 28°  | 27°  |